# Oryzomys nitidus
Euryoryzomys nitidus là một loài động vật có vú trong họ Cricetidae, bộ Gặm nhấm. Loài này được Thomas mô tả năm 1884.